# Lajoux (Szwajcaria)
Lajoux − miejscowość i gmina w północno-zachodniej Szwajcarii, w kantonie Jura, w okręgu Franches-Montagnes. 

## Demografia
W Lajoux mieszka 671 osób. W 2020 roku 8,6% populacji gminy stanowiły osoby urodzone poza Szwajcarią. 